# 法國峽谷 (加利福尼亞州)
法國峽谷（英語：French Gulch）是位於美國加利福尼亞州沙斯塔縣的一個人口普查指定地區。

## 地理
法國峽谷的座標為40°42′19″N 121°38′07″W / 40.70528°N 121.63528°W，而該地最高點為海拔高度425米（即1355英尺）。

## 人口
根據2010年美國人口普查的數據，法國峽谷的面積為32.035平方千米，當中陸地面積為31.940平方千米，而水域面積為0.095平方千米。當地共有人口346人，而人口密度為每平方千米10人。